# Margen Izquierda (Vizcaya)

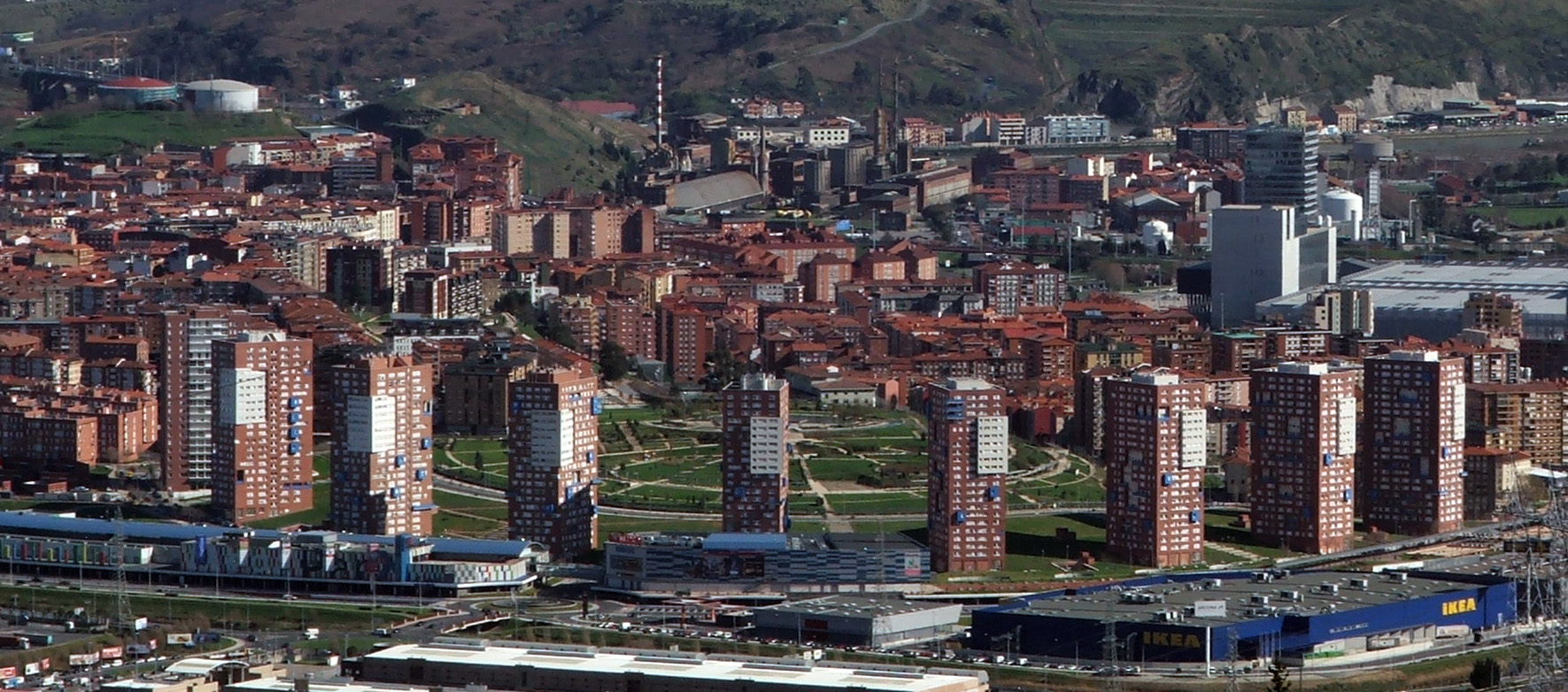
Baracaldo. Al fondo, Erandio (margen derecha).

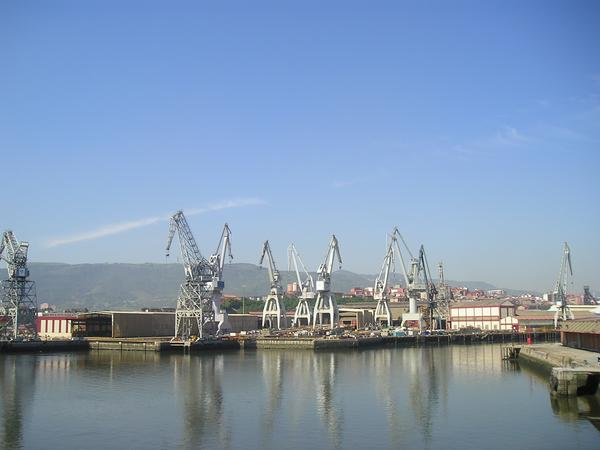
Astilleros de Sestao.

La Margen Izquierda es una comarca de Vizcaya que recibe su nombre de su situación geográfica en la margen izquierda de la ría de Bilbao. Su nombre en euskera es Ibai-Ezkerraldea, más conocido como Ezkerraldea. Fue un nombre común (no oficial) creado a finales del siglo XIX, época de industrialización, hasta que fue reconocido en el Estatuto de Autonomía del País Vasco de 1979 y la actualización de las Directrices de Ordenación del Territorio como comarca de Vizcaya aunque, por su corta extensión, generalmente introducida como subcomarca del Gran Bilbao a pesar de que este no existe oficialmente como comarca.
Como curiosidad, los 15 municipios que forman parte de la comarca oficial suman más habitantes que la capital de la provincia, Bilbao.

## Del término popular al término oficial
Está situada, como indica su nombre, en la margen izquierda de la ría de Bilbao desde que finaliza Bilbao hasta su desembocadura en el mar Cantábrico. En total, los cuatro municipios ribereños (ordenados de este a oeste: Baracaldo (100 080 habitantes), Sestao (28 288 habitantes), Portugalete (47 117 habitantes) y Santurce (46 651 habitantes) suman 223 838 habitantes (INE 2014) en apenas 38,9 km², de los cuales 25,03 km² pertenecen a Baracaldo.
Se trataba de una zona tradicionalmente obrera, fabril y marinera. Aunque desde la reconversión industrial ha perdido mucho peso la industria. Es la zona de mayor implantación (y más antigua, desde finales del siglo XIX) del socialismo vasco. También allí surgió el comunismo vasco. Sin embargo, la evolución del nacionalismo vasco, representado por el Partido Nacionalista Vasco, es más que destacable, gobernando todas las poblaciones excepto Portugalete, confirmando un cambio de tendencia de la zona.
Anteriormente, hasta la promulgación de la Ley de Ayuntamientos del Reino de 1841, Santurce y Sestao y Portugalete hasta su constitución como villa (en 1322) formaban parte del Valle de Somorrostro o simplemente Somorrostro, topónimo desvirtuado de su origen y prácticamente extinguido.

### Alonsótegui y Ciérvana
También se podría aplicar geográficamente al municipio de Alonsótegui, aunque al segregarse de Baracaldo en 1991 pasó a estar unido geográficamente a la comarca de Las Encartaciones ya que no tiene salida al río Nervión. Sin embargo, aunque con un carácter más rural sigue unido históricamente a la Margen Izquierda y por ende al Gran Bilbao. 
Caso contrario al de Ciérvana, que al segregarse de Abanto y Ciérvana en 1995 pasó a estar unido geográficamente a la Margen Izquierda. Sin embargo, sociológicamente es muy distinto ya que ha estado más relacionado con la actividad minera (Zona Minera) hasta la construcción del puerto exterior en los años 90. Además, tiene frontera directamente con el mar Cantábrico y con la desembocadura del Nervión y no con la ría del Nervión. 
Sin embargo, ese término popular se creó y empezó a ser conocido cuando aún no existían ambos municipios por lo que aunque oficialmente ambos estén en la Margen Izquierda popularmente Alonsotegui es ubicado indistintamente en Las Encartaciones o Margen Izquierda y Ciérvana en la Zona Minera. 
Administrativamente, al igual que Baracaldo, Portugalete, Santurce, Sestao y la Zona Minera ambas pertenecen al partido judicial de Baracaldo y junto a las nombradas y a las localidades de Las Encartaciones pertenecen a la circunscripción de Encartaciones en las Juntas Generales de Vizcaya.

### Término oficial
En sentido amplio y oficial, además de a los municipios ribereños de la ría antes mencionados, incluye también a la Zona Minera (Abanto y Ciérvana,  Ciérvana, Musques, Ortuella y Valle de Trápaga) situada inmediatamente al oeste de la Margen Izquierda, Alonsótegui -que forman el partido judicial de Baracaldo- y a los municipios del Alto Nervión (Arrigorriaga, Basauri, Echévarri, Galdacano y Zarátamo).
Todos ellos, junto a Bilbao y a la comarca de la Margen Derecha (Margen Derecha y Valle de Asúa), se encuentran dentro del ámbito territorial del Gran Bilbao comúnmente considerada como comarca de Vizcaya debido a la corta extensión de Bilbao y de las comarcas oficiales antes mencionadas.

## Municipios
Datos demográficos de 2017.
| Municipio                                      | Población (2017) |
| ---------------------------------------------- | ---------------- |
| Término popular (4 municipios)                 |                  |
| Baracaldo                                      | 100 313          |
| Portugalete                                    | 46 120           |
| Santurce                                       | 45 765           |
| Sestao                                         | 27 744           |
| Total término popular                          | 219 942          |
| Alonsótegui (1 municipio)                      |                  |
| Alonsótegui                                    | 2900             |
| Zona Minera (5 municipios)                     |                  |
| Abanto y Ciérvana                              | 9688             |
| Ciérvana                                       | 1498             |
| Musques                                        | 7612             |
| Ortuella                                       | 8410             |
| Valle de Trápaga                               | 12 129           |
| Total Zona Minera                              | 39 337           |
| Alto Nervión (5 municipios)                    |                  |
| Arrigorriaga                                   | 12 374           |
| Basauri                                        | 41 624           |
| Echévarri                                      | 10 754           |
| Galdácano                                      | 29 351           |
| Zarátamo                                       | 1652             |
| Total Alto Nervión                             | 97 755           |
| Total Margen Izquierda oficial (15 municipios) | 361 757          |